# Старово (община Поградец)
Старово (на албански: Buçimas, Бучимас, старо име Starovë, Starova, Старова) е село в Албания, в община Поградец, област Корча.

## География
Селото е разположено на южния бряг на Охридското езеро, на 691 m надморска височина и на практика е източен квартал на град Поградец.

## История
Според Васил Кънчов („Македония. Етнография и статистика“) в XIX век Старово е албанско мюсюлманско село в Старовската каза на Османската империя.
До 2015 година селото е център на община Старово.

## Личности
Родени в Старово
- Азис Старова, албански политик, участник на Битолския конгрес в 1908 година[3]
- Ариф Старова, историк от СР Македония
- Вулнет Старова (1934 – 1995), професор и политик от Северна Македония
- Луан Старова (1941 -  2022), албански поет и писател и политик от Северна Македония
- Сюлейман Старова (1874 -  1934), албански политик